# Olympiakos BC
Olympiakos Pireus (gr. ΚΑΕ Ολυμπιακός) – grecki zawodowy klub koszykarski z siedzibą w Pireusie.

## Historia
Jest pierwszym greckim klubem, który awansował do finału Euroligi. Stało się to w 1994 i 1995 roku, ale wtedy dwukrotnie przegrali z drużynami z Hiszpanii. Najpierw z Joventutem Badalona (57-59), a potem z Realem Madryt (61-73). Dwa lata później już jednak, w 1997 roku, w końcu koszykarz z Pireusu dopięli swego i trafiając w finale rozgrywek na trzecią wielką markę z Półwyspu Iberyjskiego – FC Barcelonę – pokonali ją 73-58.
Triumf ten pozwolił Olympiakosowi zagrać w 1997 roku w mistrzostwach organizowanych przez McDonalda. Olympiakos zajął na tymże turnieju drugie miejsce, przegrywając w finale z mistrzem NBA, Chicago Bulls 78:104. 27 pkt. dla zwycięzców zdobył Michael Jordan. Dla pokonanych 19 „oczek” rzucił Artūras Karnišovas.

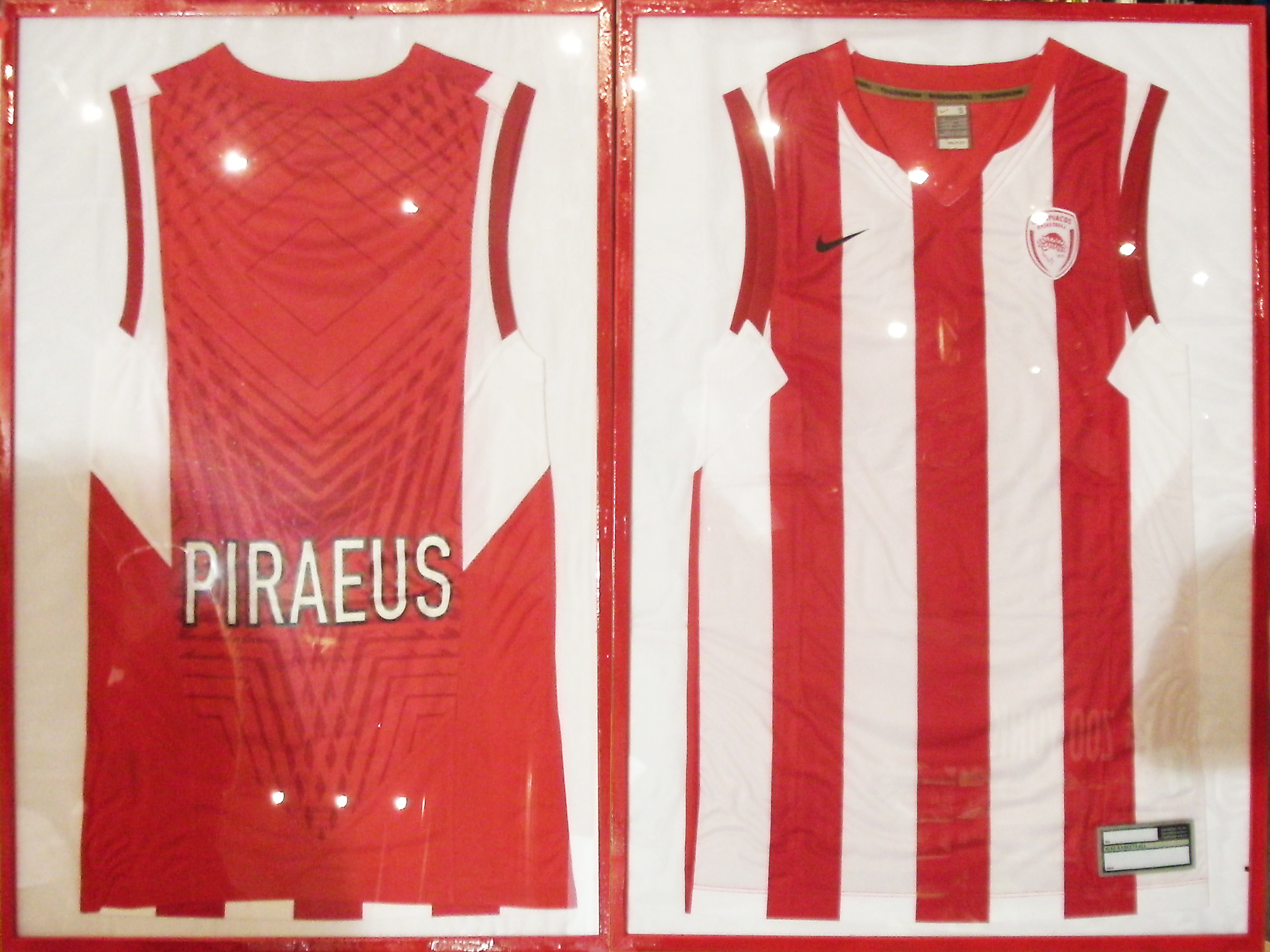
Stroje drużyny na sezon 2009/10

W tamtym okresie oprócz Litwina Karnišovasa grali w barwach „czerwono-białych” Franko Nakić, Dragan Tarlać, Michael Hawkins, Milan Tomić, Aleksiej Sawraseinko czy Dušan Vukčević.

## Znani zawodnicy
We wcześniejszych i późniejszych czasach w Olympiakosie grali m.in. Žarko Paspalj, Roy James Tarpley, Christian Welp, Johny Rogers, Arijan Komazec, Fabricio Oberto, Sam Jacobson, Patrick Femerling, Dino Rađa, Nikos Ikonomu, Alphonso Ford, DeMarco Johnson, Panajotis Liadelis, Tyus Edney, Sofoklis Schortsanitis, Eurelijus Žukauskas, Vrbica Stefanov, Damir Mulaomerović, Andrija Žižić, Henry Domercant, Arvydas Macijauskas, Alex Acker, Qyntel Woods, Lynn Greer, Roderick Blakney, Marc Jackson, Jake Tsakalidis, Miloš Teodosić, Nikola Vujčić, Theodoros Papalukas, Jannero Pargo, Jotam Halperin, Linas Kleiza, Maurice Evans, David Rivers i Josh Childress, który jest najlepiej opłacanym koszykarzem na świecie spoza NBA.
23 lipca 2008 roku multimiliarderzy, którzy są sponsorami klubu z Pireusu, tj. bracia Angelopoulos, podpisali z Childressem trzyletnią umowę wartą 20 mln dolarów.
Trenerami klubu ponad 70-letniej historii byli m.in. Pini Gerszon, Dušan Ivković, Jonas Kazlauskas, a obecnie jest były świetny koszykarz grecki – Panajotis Janakis.

## Sukcesy
- Mistrzostwo Grecji (15)
  - 1949, 1960, 1976, 1978 1993–1997, 2012, 2015, 2016, 2022, 2023 i 2025
- 24-krotny wicemistrz w latach 1957, 1972–1973, 1975, 1977, 1979–1981, 1986, 1992, 1999, 2001–2002, 2006–2009, 2010–2011, 2013–2014, 2016–2017, 2017–2018 i 2024
- Puchar Grecji (12)
  - 1976–1978, 1980, 1994, 1997, 2002, 2010, 2011, 2022, 2023 i 2024
- 10-krotny wicemistrz w latach 1979, 1983, 1986, 2004, 2008, 2009, 2012, 2013, 2018 i 2025
- Superuchar Grecji (3)
  - 2022[3], 2023, 2024
- Euroliga (3)
  - 1997, 2012 i 2013 roku
- wicemistrz Euroligi w latach 1994–1995, 2010, 2015, 2017 i 2023
- Puchar Interkontynentalny (1)
  - 2013